# Senatsverwaltung für Stadtentwicklung, Bauen und Wohnen
Die Berliner Senatsverwaltung für Stadtentwicklung, Bauen und Wohnen (kurz: SenStadt) ist eine von zehn Fachverwaltungen des Berliner Senats im Range eines Landesministeriums und als solche Teil der Landesregierung sowie zuständige oberste Landesbehörde für die Stadtentwicklungs-, Bau- und Wohnungspolitik in der deutschen Hauptstadt.

## Geschichte
Im ersten Magistrat von Berlin nach dem Zweiten Weltkrieg war der Bereich „Bau“ durch einen „Stadtrat für Bau- und Wohnungswesen“ ausgefüllt, später durch die „Senatsverwaltung für Bau- und Wohnungswesen“. In dieser Form bestand die Senatsverwaltung bis 1999, zuletzt war sie außerdem für die Verkehrspolitik zuständig.
Der Bereich „Stadtentwicklung“ wurde erstmals 1981 in der Senatsverwaltung für Stadtentwicklung und Umweltschutz explizit behandelt. In diese Senatsverwaltung wurde 1999 die „Senatsverwaltung für Bau- und Wohnungswesen“   eingegliedert, wodurch die „Senatsverwaltung für Stadtentwicklung“ entstand. 2016 wurde diese Senatsverwaltung wieder aufgeteilt in die „Senatsverwaltung für Stadtentwicklung und Wohnen“ und die „Senatsverwaltung für Umwelt, Verkehr und Klimaschutz“. Seit 2021 trägt die Senatsverwaltung ihren heutigen Namen Senatsverwaltung für Stadtentwicklung, Bauen und Wohnen.
Seit November 2020 wird der ursprüngliche Dienstsitz, das denkmalgeschützte Hochhaus an der Württembergischen Straße 6, saniert. Die Senatsverwaltung hat während der Sanierung ihren Dienstsitz im ehemaligen Rathaus Wilmersdorf.
Seit dem 27. April 2023 ist Christian Gaebler (SPD) Senator für Stadtentwicklung, Bauen und Wohnen. Unterstützt wird der Senator durch die Staatssekretäre Alexander Slotty und Stephan Machulik sowie Senatsbaudirektorin Petra Kahlfeldt.

## Struktur

### Aufgaben
Die Senatsverwaltung für Stadtentwicklung, Bauen und Wohnen ist für Fragen des Wohnungsbaus, der Mietpolitik, der Stadtplanung und -entwicklung sowie für die Raumordnung in der deutschen Hauptstadt zuständig. Die Berliner Verkehrs- und Straßenbaupolitik verantwortet hingegen die Senatsverwaltung für Umwelt, Verkehr und Klimaschutz.

### Organisation
Die Senatsverwaltung untergliedert sich in acht Abteilungen mit drei Stabsstellen, 42 Referaten und einer nachgeordneten Einrichtung:
Abteilung GL – Gemeinsame Landesplanungsabteilung Berlin-Brandenburg
- Stabsstelle GL.E – Stabsstelle Energiewende und Raumverträglichkeitsprüfungen
- Referat GL 1 – Grundsatzangelegenheiten und Recht
- Referat GL 2 – Europäische Raumentwicklung
- Referat GL 3 – Angelegenheiten der Regionalplanung
- Referat GL 4 – Braunkohleplanung und -sanierung,
- Referat GL 5 – Umsetzung der Raumordnungspläne, landesplanerische Verfahren
- Referat GL 6 – Raumentwicklung, Landesraumordnungspläne

Abteilung I – Stadtplanung
- Referat I A – Stadtentwicklungsplanung
- Referat I B – Flächennutzungsplanung und stadtplanerische Konzepte / Taskforce Stadtquartiere und Entwicklungsräume
- Referat I C | DiPlan GPV – Bauplanungsrecht,verbindliche Bauleitplanung, planungsrechtliche Einzelangelegenheiten

Abteilung II – Städtebau und Projekte
- Stabsstelle II S – Sonderprojekte
- Referat II A – Innere Stadt und Hauptstadtangelegenheiten
- Referat II B – Bebauungsplanverfahren außerhalb des Berliner S -Bahnrings / Konversionsprojekte Tempelhof und Tegel
- Referat II D – Architektur, Stadtgestaltung, Wettbewerbe
- Referat II W – Wohnungsbauprojekte – äußere Stadt

Abteilung III – Geoinformationen
- Referat III A – Grundsatzangelegenheiten des Geoinformations- und Vermessungswesens
- Referat III B – Geodätische Referenzsysteme, Ingenieurgeodäsie
- Referat III C – Geobasisinformationssysteme
- Referat III D – Geodateninfrastruktur
- Referat III E – Immobilienwerte und Umlegung, Geschäftsstelle des Gutachterausschusses

Abteilung IV – Wohnen und Stadterneuerung
- Referat IV A – Wohnungspolitik, Wohnraumförderung, städtische Wohnungsbaugesellschaften
- Referat IV B – Förderung im Quartier
- Referat IV C – Städtebauförderung / Stadterneuerung
- Referat IV S / Fin – Service und Steuerung, Personal, Haushalt, Organisation; EU

Abteilung V – Hochbau
- Referat V A – Projektmanagement Kultur
- Referat V B – Projektmanagement Wissenschaft
- Referat V C – Projektmanagement Bildung
- Referat V D – Projektmanagement Inneres, Sport, Justiz
- Referat V H – Projektmanagement Bildung
- Referat V M – Grundsatzangelegenheiten des öffentlichen Bauens
- Referat V S – Steuerung und Service der Abteilung Hochbau

Abteilung VI – Ministerielle Angelegenheiten des Bauens, Grundsatz und Recht
- Referat VI R – Rechtsreferat / Justitiariat, Gesetzgebung, Eingriffsrecht, Staatsaufsichten
- Referat VI G – Fachplanungsangelegenheiten, Enteignungsbehörde, Bundesrat, BMK
- Referat VI MH – Ministerielle Grundsatzangelegenheiten, Prüfung und Genehmigung Hochbau
- Referat VI MI – Ministerielle Grundsatzangelegenheiten, Prüfung und Genehmigung Verkehrsanlagen, Ingenieurbauwerke, Technische Ausrüstung
- Referat VI BA – Bauaufsicht
- Referat VI BT – Bautechnik
- Referat VI eFV – Elektronische Fachverfahren Bauordnungsrecht und Fachcontrolling

Abteilung Z – Zentrales
- Stabsstelle Z IR – Antikorruption
- Referat Z F – Angelegenheiten des Haushalts, Finanz- und Investitionsplanung, Kosten- und Leistungsrechnung
- Referat Z P – Personal
- Referat Z IT – Informationstechnik
- Referat Z I – Eu-Angelegenheiten und Internationales, Veranstaltungen
- Referat Z Kom – Kommunikation und Öffentlichkeitsarbeit
- Referat Z GM – Gebäudemanagement und Innere Dienste

Nachgeordnete Einrichtung
- Landesdenkmalamt Berlin

## Nachgeordnete Behörden und Einrichtungen

### Behörden
- Oberste Denkmalschutzbehörde/UNESCO-Welterbe
  - Landesdenkmalamt Berlin
  - Untere Denkmalschutzbehörden der Berliner Bezirke
- Anhörungsbehörde für Straßenbauvorhaben

### Körperschaften des öffentlichen Rechts
- Architektenkammer Berlin
- Baukammer Berlin

### Anstalten des öffentlichen Rechts
- Investitionsbank Berlin
- Deutsches Institut für Bautechnik
- Wohnraumversorgung Berlin AöR

### Stiftungen des öffentlichen Rechts
- Stiftung Preußische Schlösser und Gärten Berlin-Brandenburg